# 프란시스 그랜트

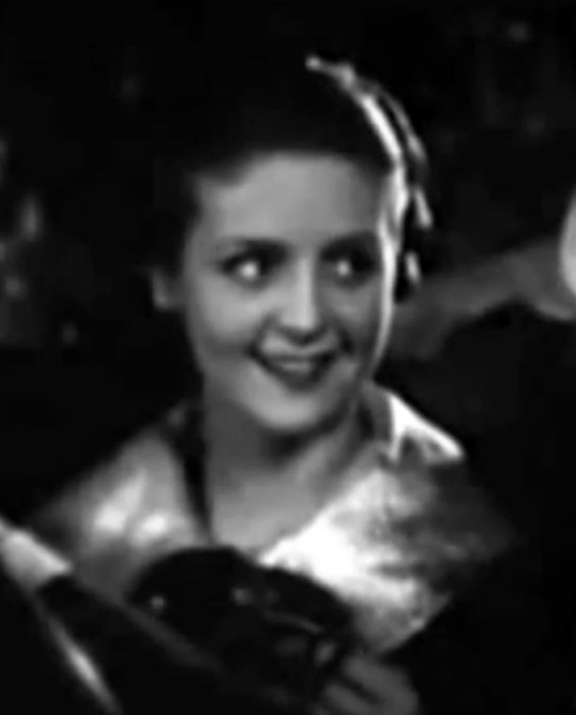

프란시스 그랜트(Frances Grant, 1909년 2월 15일 ~ 1982년 2월 20일)는 미국의 배우, 영화배우, 댄서이다.
록스버리에서 태어났으며 렉싱턴에서 사망하였다.

## 영화
- 다우팅 토머스 (1935년) - 페기 번스 역